# Tracey Moffatt
Tracey Moffatt (* 12. November 1960 in Brisbane, Queensland) ist eine australische Avantgardekünstlerin, Fotografin und Filmemacherin, die in Noosa Heads, Sydney sowie in New York lebt.

## Werdegang
Im Fach Visuelle Kommunikation schloss Tracey Moffatt im Jahr 1982 ihre Studien am Queensland College of Art mit dem Bachelor of Arts ab und ging nach Sydney. Dort begann sie mit Stilübungen als Filmemacherin und Fotografin in den Themenbereichen Aborigines, Kindheitstraumata und neue Medien. Zur Thematik Aborigines und Weiße publizierte Tracey Moffatt 1985 und 1986 die Fotoserien Some Lads und The Movie Star. 1989 ging es in der Fotoserie Something More (deutsch: Etwas mehr) um Gewalt und Enttäuschungen in einer Glitzerwelt.
Night Cries. A Rural Tragedy (etwa: Geschrei in der Nacht. Eine ländliche Tragödie) bescherte Tracey Moffatt, indem sie erneut die australischen Eingeborenen-Problematik thematisierte, 1989 auf dem Filmfestival Cannes internationale Aufmerksamkeit.
Abseits vom Aborigines-Thema wurden 1991 in Pet Thang Fotos in einer traumartigen Sequenz präsentiert.
Im Film BeDevil führte Tracey Moffatt 1993 Regie, schrieb das Drehbuch und trat obendrein in einer der drei Sequenzen als Ruby Morphet auf. Ruby und ihr Ehemann werden im Film von einem teuflischen Geist drangsaliert.
Die Adoleszenz-Thematik, 1994 in der Fotoserie Scarred for Life (etwa: gezeichnet fürs Leben) aufgeworfen, wurde fünf Jahre später wiederaufgenommen. 1995 in der Fotoserie Goodlooking (deutsch: Gutaussehend) gehen Roller-Derby-Mädchen aufeinander los.
Das Material zu ihrem Film Heaven (deutsch: Himmel) aus dem Jahr 1997 wurde Tracey Moffatt von voyeuristischen Frauen überlassen, die männliche Surfer am Bondi Beach gefilmt hatten. In der Fotoserie Laudanum and lip (etwa: Opium und Lippe) experimentierte Tracey Moffatt 1999 mit Tonungen auf Heliogravüren. Inhaltlich geht es in diesem Werk wohl – ebenso wie in der knallbunten Adventure Series aus dem Jahr 2004 – um handfeste sexuelle Befindlichkeiten.
In der Fotoserie Under the Sign of Scorpio (etwa: Unter dem Zeichen des Skorpions) stellte  Tracey Moffatt 2005 Catherine Deneuve, Georgia O’Keeffe, Björk und etliche andere Künstlerinnen in eine wunderbare, doch mitunter eruptive Welt. Auch die Fotoserie Doomed (etwa: todgeweiht) zum gleichnamigen Film aus dem Jahr 2007 endet explosiv.

## Werke (Auswahl)
Foto
- 1991 Pet Thang[3]
- 1994 Scarred for Life[4]
- 1995 GUAPA (Goodlooking)[5]
- 1998 Up in the Sky[6]
- 1999 Scarred for Life 2[7]
- 1999 Laudanum and lip[8]
- 2000 Invocations[9]
- 2001 Fourth[10]
- 2004 Adventure Series[11]
- 2005 Under the Sign of Scorpio[12]
- 2007 Doomed[13]

## Filmografie
- 1987 Nice Coloured Girls
- 1989 Night Cries. A Rural Tragedy
- 1993 BeDevil
- 1997 Heaven
- 2007 Doomed,
- Artist aus dem Jahr 2000 und Revolution aus dem Jahr 2008 sind jeweils ein 10-min Experimental-Video in Kooperation mit Gary Hillberg.

## Ehrung
- 26. Januar 2016: Officer des Order of Australia für Verdienste als Bildende Künstlerin, Fotografin und Filmemacherin sowie Mentor und Vorbild für einheimische Nachwuchskünstler.[14]